# Marquesado de Santa Lucia (1825)
El Marquesado de Santa Lucía es un título nobiliario español de carácter hereditario concedido en Cuba por Fernando VII de España el 14 de abril de 1825 a favor de José Agustín de Cisneros y Quesada, con el Vizcondado previo de Casa Cisneros.
En 4 de julio de 1818, el presbítero Agustín de Cisneros Hidalgo, Agramonte y Varona, donó una legua cuadrada de sus terrenos en la zona de “El Bagá” en el hato de Nuevitas, Santa María de Puerto Príncipe (hoy Camagüey, Cuba) para que se fundara allí una nueva población; además, rogó al monarca Fernando VII que permitiera ponerle el nombre de San Fernando de Nuevitas, en honor a S. M. el Rey, a la ciudad que se fundaría. Fernando VII respondió positivamente no solo autorizó el nombre, sino que concedió el título nobiliario que este pidió a cambio de dicha fundación, de Marqués de Santa Lucía y Casa Cisneros, con el título de Marqués de Santa Lucía, al haber fallecido este en 1824 recayó en su sobrino José Agustín de Cisneros y Quesada.
Salvador Cisneros Betancourt, quien fuera el II marqués de Santa Lucía, fue presidente de la cámara de representantes de la República Cubana, en el levantamiento de 1868 al mando de Carlos Manuel de Céspedes, y presidente de la República de Cuba en Armas de 1873 a 1875, por este hecho le fueron embargados todos sus bienes y deportado a la península.
Armas: Escudo jaquelado de quince piezas, ocho de oro y siete de gules.

## Lista de marqueses
- José Agustín de Cisneros y Quesada (Santa María de Puerto Príncipe, Cuba, 10 de septiembre de 1794 -), I marqués de Santa Lucía, hijo de Salvador Cisneros e Hidalgo y María de la Caridad Quesada y Borrero.

1. Casó con Catalina Betancourt y Betancourt, fueron sus hijos Francisca Xaviera; María del Carmen y Ciriaca Eusebia Cisneros y Betancourt.
2. Casó con Ángela Betancourt y Betancourt, hermana de la anterior, tuvieron a Salvador Escolástico; Isabel; María de la Caridad y Águeda Cisneros y Betancourt.

Le sucedió su hijo:
- Salvador Escolástico Cisneros Betancourt (Santa María de Puerto Príncipe, Cuba, 10 de febrero de 1828 - 28 de febrero de 1914), II marqués de Santa Lucía.

1. Casó con Micaela Betancourt y Recio, tuvieron por hijos entre otros a: José Agustín; Carmen; María Ángela; Gaspar Alonso; Ángela Gregoria y Clemencia Catalina Cisneros Betancourt.
2. Casó con Amparo Dalia Martínez y Montalván.

NOTA: Su rehabilitación fue ofrecido originalmente a Miguel Ángel Jiménez de Cisneros y Govantes después de la muerte de Salvador Escolástico Cisneros Betancourt en 1914 y otra vez a Salvador Jiménez de Cisneros y Herrera después de la muerte de su padre Miguel Ángel Jiménez de Cisneros y Govantes en 1971. Entre 1971 y 1986 se han hecho varios intentos para su rehabilitación por: Aurora de Quesada y Miranda; Héctor Recio y de la Torre; Fernando Ybarra y López Dóriga; Luis Arrese Agüero; Luis Carranza de la Torre y Osvaldo Tapia Ruano Eligio de la Puente, sin éxito. 